# 弘中和子
弘中 和子（ひろなか かずこ、生年不明）は、日本の元女子サッカー選手。元サッカー日本女子代表。

## 来歴
日産FCレディースでプレー。1990年の第2回日本女子サッカーリーグでは、敢闘賞を受賞した。
サッカー日本女子代表では、1984年10月17日、中国遠征でのイタリア代表との試合でデビューした。その後、1986年、1989年 AFC女子選手権、1990年アジア競技大会にも出場した。1990年まで通算で21試合に出場し、3得点した。

## タイトル

### 個人
- 日本女子サッカーリーグ・敢闘賞: 1回 (1990年)

## 代表歴
- 1984年10月17日 - 日本女子代表初出場 -  イタリア戦 (西安招待)
- 1989年12月24日 - 日本女子代表初得点 -  ネパール戦 (1989 AFC女子選手権)

### 出場大会など
- 1986 AFC女子選手権（準優勝）
- 1989 AFC女子選手権（3位）
- 1990年アジア競技大会（準優勝）

### 試合数
| 日本代表 | 国際Aマッチ | 国際Aマッチ |
| 年       | 出場        | 得点        |
| -------- | ----------- | ----------- |
| 1984     | 3           | 0           |
| 1986     | 10          | 0           |
| 1987     | 2           | 0           |
| 1989     | 3           | 2           |
| 1990     | 3           | 1           |
| 通算     | 21          | 3           |

- 出典: なでしこジャパン（日本女子代表）試合別出場記録[1]

### 出場
| #  | 開催日         | 開催地   | 会場                       | 相手           | 結果  | 監督     | 大会             |
| -- | -------------- | -------- | -------------------------- | -------------- | ----- | -------- | ---------------- |
| 1  | 1984年10月17日 | 西安     |                            | イタリア       | ●0-6  | 折井孝男 | 西安招待         |
| 2  | 1984年10月22日 | 西安     |                            | オーストラリア | ●2-6  | 折井孝男 | 西安招待         |
| 3  | 1984年10月24日 | 西安     |                            | イタリア       | ●1-5  | 折井孝男 | 西安招待         |
| 4  | 1986年07月19日 | ジェソロ |                            | イタリア       | ●1-5  | 鈴木良平 | イタリア国際大会 |
| 5  | 1986年07月21日 | ジェソロ |                            | メキシコ       | ○3-0  | 鈴木良平 | イタリア国際大会 |
| 6  | 1986年07月25日 | ジェソロ |                            | アメリカ合衆国 | ●1-3  | 鈴木良平 | イタリア国際大会 |
| 7  | 1986年07月26日 | ジェソロ |                            | 中国           | ●1-2  | 鈴木良平 | イタリア国際大会 |
| 8  | 1986年09月18日 | 東京都   | 国立西が丘サッカー場       | イタリア       | ●1-2  | 鈴木良平 | SEIYU CUP        |
| 9  | 1986年09月23日 | 東京都   | 国立霞ヶ丘競技場陸上競技場 | イタリア       | ●2-3  | 鈴木良平 | SEIYU CUP        |
| 10 | 1986年12月14日 | 香港     |                            | 中国           | ●0-2  | 鈴木良平 | アジア選手権     |
| 11 | 1986年12月18日 | 香港     |                            | マレーシア     | ○10-0 | 鈴木良平 | アジア選手権     |
| 12 | 1986年12月21日 | 香港     |                            | タイ           | ○4-0  | 鈴木良平 | アジア選手権     |
| 13 | 1986年12月23日 | 香港     |                            | 中国           | ●0-2  | 鈴木良平 | アジア選手権     |
| 14 | 1987年12月12日 | 台北     |                            | アメリカ合衆国 | ●0-1  | 鈴木良平 | 中華杯世界大会   |
| 15 | 1987年12月15日 | 高雄     |                            | 香港           | ○5-0  | 鈴木良平 | 中華杯世界大会   |
| 16 | 1989年12月02日 | 神奈川県 | 平塚競技場                 | オーストラリア | △2-2  | 鈴木保   | プリマカップ     |
| 17 | 1989年12月19日 | 香港     |                            | インドネシア   | ○11-0 | 鈴木保   | アジア選手権     |
| 18 | 1989年12月24日 | 香港     |                            | 香港           | ○14-0 | 鈴木保   | アジア選手権     |
| 19 | 1990年09月06日 | ソウル   |                            | 韓国           | ○13-1 | 鈴木保   | 国際親善試合     |
| 20 | 1990年09月09日 | 釜山     |                            | 韓国           | ○5-0  | 鈴木保   | 国際親善試合     |
| 21 | 1990年09月29日 | 北京     |                            | 韓国           | ○8-1  | 鈴木保   | アジア大会       |

### 得点
| # | 開催年月日     | 開催地 | 対戦国   | 勝敗   | 試合概要             |
| - | -------------- | ------ | -------- | ------ | -------------------- |
| 1 | 1989年12月24日 | 香港   | ネパール | ○ 14-0 | 1989 AFC女子選手権   |
| 2 | 1989年12月24日 | 香港   | ネパール | ○ 14-0 | 1989 AFC女子選手権   |
| 3 | 1990年9月29日  | 北京   | 韓国     | ○ 8-1  | 1990年アジア競技大会 |